# Гней Азиний Салонин
Гней Азиний Салонин (лат. Gneus Asinius Saloninus) — патрон Путеол.
Салонин был сыном консула 8 года до н. э. Гая Азиния Галла и Випсании Агриппины. Был обручён с одной из дочерей Германика. Умер в 22 году. Салонин являлся патроном города Путеол.